# فورد جی‌پی‌ای
فورد جی‌پی‌ای (Ford GPA) خودرویی است که در سال‌های ۱۲٬۷۷۸ (۱۹۴۲ تا ۱۹۴۳)تولید شده‌است. است. سیستم جعبه‌دندهٔ آن ۲ دنده است.